# 楊洪 (明朝)

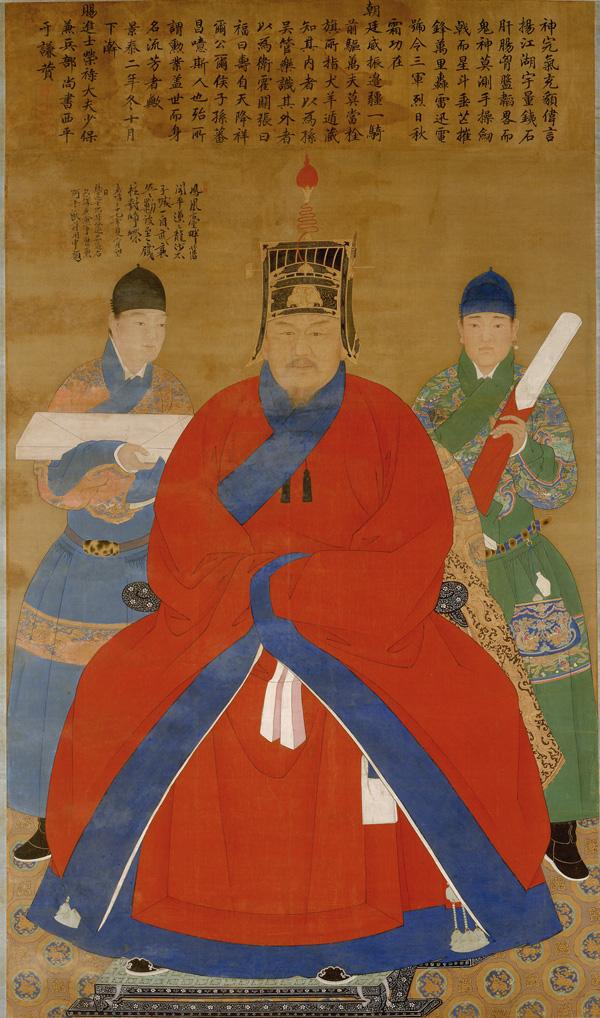
颖国武襄公杨洪像1451年（220cm x 127.5cm）

楊洪（1381年—1451年），字宗道，六合人。明朝名將，長期駐守宣府鎮，被蒙古人稱之為「楊王」，是正統時期北部邊疆第一武將，昌平侯。

## 生平
楊洪的親族楊政在明朝初年因功封為漢中百戶。父親楊璟，于靖難之役中戰死靈璧。楊洪因此可承繼父親的職務，調往開平，由於善於齊射，作戰時常常身先士卒。早年跟從明成祖北征，在斡難河一役與同袍全身而退，明成祖認為是一名將才，后升千戶。宣德四年，帶領精騎二百，專巡僥塞上，后在西貓兒峪留兵戍衛，在紅山擊敗敵寇。
明英宗繼位后，兵部尚書王驥稱邊防部隊的戰士怯弱，但無人可訓練士兵，於是舉薦楊洪。楊洪加遊擊將軍，率領所部五百人，在開平、獨石募兵訓練，后晉升爲都指揮僉事。當時前朝宿將均去世，楊洪作為後輩，以敢戰著名。為人機變敏捷，善出奇搗虛，未嘗挫敗。尚書魏源督察邊防事務，指揮杜衡誣陷楊洪有罪。明英宗聽從魏源之言，貶杜衡到廣西，且命楊洪與副都督僉事李謙守赤城、獨石，李謙年老膽怯，屢次與楊洪相左。楊洪每次調兵，李謙都私下阻擋。楊洪鼓舞將士殺敵，李謙則笑道：“敵人能殺完么？你只會讓自己人喪命。”監察御史張鵬彈劾李謙，於是詔命楊洪自代，楊洪更自奮，之後屢有戰功：逮捕朵欒帖木兒，并在西涼亭擊退兀良哈。正統九年，兀良哈進犯延綏，楊洪出兵擊潰，晋升為左都督，全軍將士有九千九百余人受獎。洪嘗請給旗牌，不予批准，於是自制小羽箭、木牌令軍中。言官彈劾其專擅，明英宗不問。
正統十二年，擔任總兵官，代替郭竑鎮宣府。自宣德年間以來，迤北從未有蒙古軍大舉進犯。只有朵顏三衛之眾屢次夜間偷襲騷擾，楊洪赴任后，蒙古各部憚之，稱其為「楊王」。瓦剌可汗脫脫不花、太師也先都曾寫信給楊洪，并贈送馬匹。楊洪均上報朝廷，敕令受之而以禮相報。之後屢次有贈遺，英宗倚任楊洪，不予責怪。明英宗親征北伐時，在土木堡被俘，被也先押送到宣府，命楊洪開門。城上人稱：「所守者主上城池。天已暮，門不敢開。且洪已他往。」也先無奈，只好離開。明景帝監國時，論其功勞，封昌平伯。也先再命被俘的英宗寫信給楊洪，當時景帝已經繼位，派使告訴楊洪：「上皇書，偽也。自今雖真書，毋受。」於是楊洪一意堅守。也先逼近京師時，景帝下詔命楊洪派兩萬部隊護衛。部隊剛至時，也先已經撤退。於是命楊洪、孫鏜、范廣等追擊，在霸州獲勝。后因功升昌平侯，命其率領所部回到京師，并督京營訓練，兼掌左軍都督府事。當時，朝廷視楊洪為宿將，其建言多被採納。其建議禦敵策略，并奏請精簡淘汰三千諸營將校，并不得以貧弱充伍，均得以批准。
景泰元年，兵部尚書于謙認為邊警未息，令楊洪等呈兵策。其陳四事，均命兵部議行。都督宮聚、王喜、張斌此前因事連坐，楊洪與石亨均舉薦此三人均善戰，請釋放立功，得到批准。明英宗歸還后，楊洪與石亨俱授奉天翊衛宣力武臣，予世券。次年夏，佩鎮朔大將軍印，還鎮宣府。其侄子楊能、楊信均充左右參將，其子楊俊為右都督，管三千營。楊洪一家父子手握重兵，為官吏所不容，遂乞求致仕離職，改請別將鎮守。明景帝不予批准。同年八月，因病召還，次月去世。贈潁國公，謚武襄。楊洪治軍嚴肅，士馬精強，然而卻不曾好殺，又頗好文學，曾經請在宣府建造學堂，教育諸將子弟。
有子楊傑、楊俊，侄子楊能、楊信、楊仁均為明朝將領。